# Multimedia-Enquête
Die Multimedia-Enquete ist eine Initiative des Landtags von Baden-Württemberg. Der Landtag hatte am 1. Dezember 1994 als weltweit erstes Parlament eine Enquete-Kommission eingesetzt, die einen Überblick über Chancen und Risiken schaffen sollte, die mit der erwarteten Ausbreitung der neuen Informations- und Kommunikationstechnologien verbunden sind. Vor allem sollten die gesellschaftlichen und wirtschaftlichen Optionen der Multimediatechnologien und die politischen Handlungsmöglichkeiten erkundet werden. 
Die Enquete-Kommission „Entwicklung, Chancen und Auswirkungen neuer Informations- und Kommunikationstechnologien in Baden-Württemberg“ war neben Vertretern der Landtagsfraktionen mit hochrangigen Experten der Wirtschaft und der Wissenschaft sowie der Tarifvertragsparteien besetzt. Sie sah ihr wichtigstes Anliegen darin, am Beginn einer großen technologischen Innovation auf die gesellschaftliche Konsensbildung hinzuwirken:
„Unsere Gesellschaft weiß oder ahnt zumindest, daß die neue Informations- und Kommunikationstechnik ihr gewohntes Leben geradezu revolutionär verändern kann. In einer geordneten Gemeinschaft mit ihren mühsam errungenen und immer wieder bedrohten Besitzständen erzeugt diese Erwartung zunächst eher Unsicherheit und Unruhe. Deshalb muß die Akzeptanz derart umwälzender Technologien erst im öffentlichen Diskurs errungen werden. Akzeptanz setzt Akzeptabilität voraus. Die Menschen müssen nach Abwägung der erkennbaren Wirkungen davon überzeugt sein, daß die Möglichkeiten, die aus solchen technischen Innovationen erwachsen, für sie nützlich sein können. Die Enquetekommission hat mit ihrem gemeinsam getragenen Bericht einen wichtigen Beitrag zur gesellschaftlichen Konsensbildung geleistet. Es ist gelungen, die Erkenntnisse und Erfahrungen aus den unterschiedlichen beruflichen Lebenswelten ihrer Mitglieder so zusammenzubringen, daß am Ende gemeinsam getragene Bewertungen und Empfehlungen entstehen konnten. Der Enquetekommission ist es ein wichtiges Anliegen, diese gesellschaftliche Konsensbildung in einem organisierten öffentlichen Diskurs fortzusetzen und in öffentlicher und privater Partnerschaft die begonnenen Projekte erfolgreich weiterzuentwickeln und neue Anregungen aufzunehmen …“ (aus dem Vorwort des Enquêteberichts).
Die Enquete führte am 20. Oktober 1995 zu einem einstimmig verfassten Bericht, der in seiner Einschätzung der gesellschaftlichen Optionen und als Beitrag zur Interessen übergreifenden Meinungsbildung als wegweisend angesehen wurde und weit über Baden-Württemberg hinaus Beachtung fand (Landtag von Baden-Württemberg, Drucksache 11/6400).